# Genesis Motor

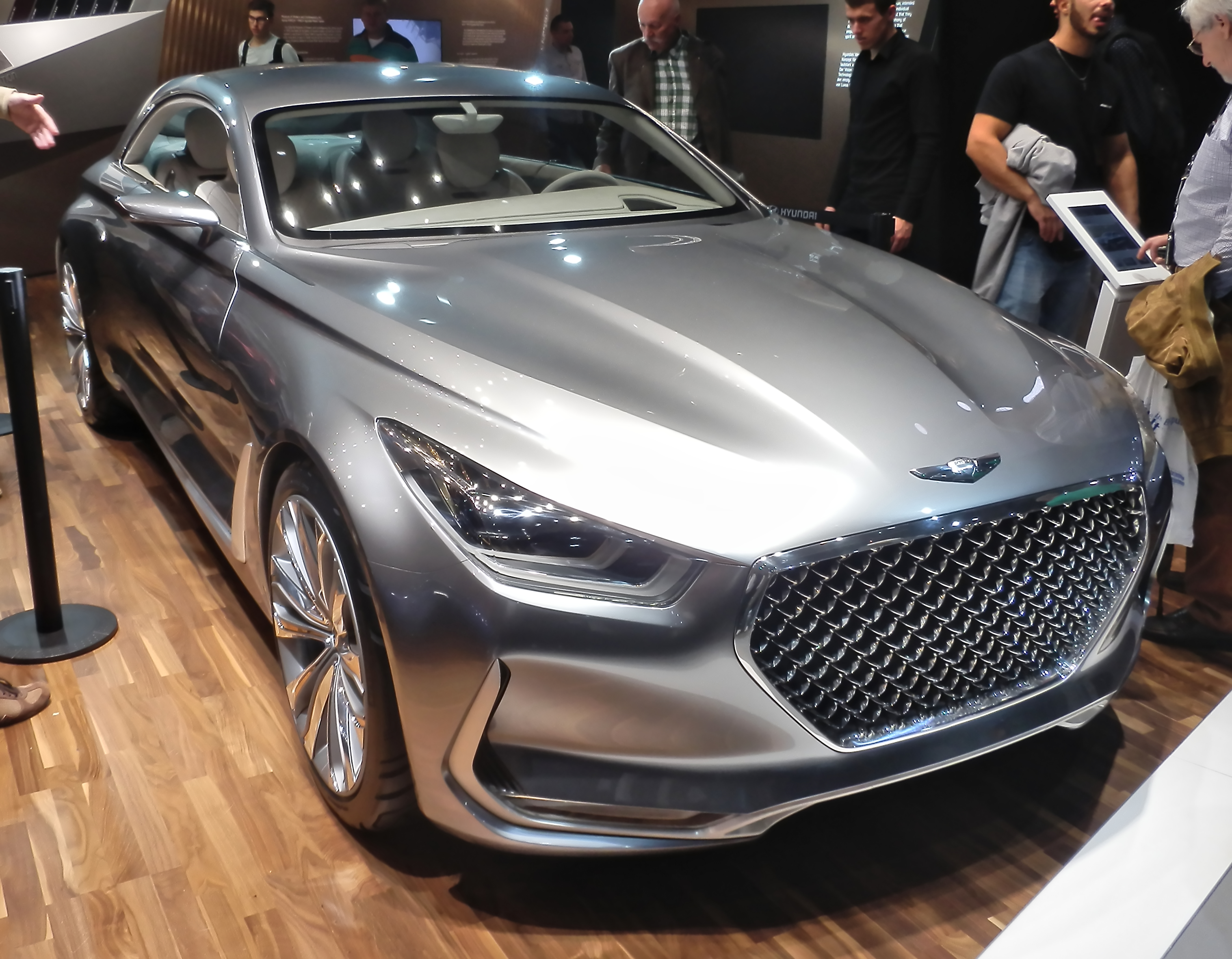
Hyundai Vision G Concept Coupé auf der IAA 2015

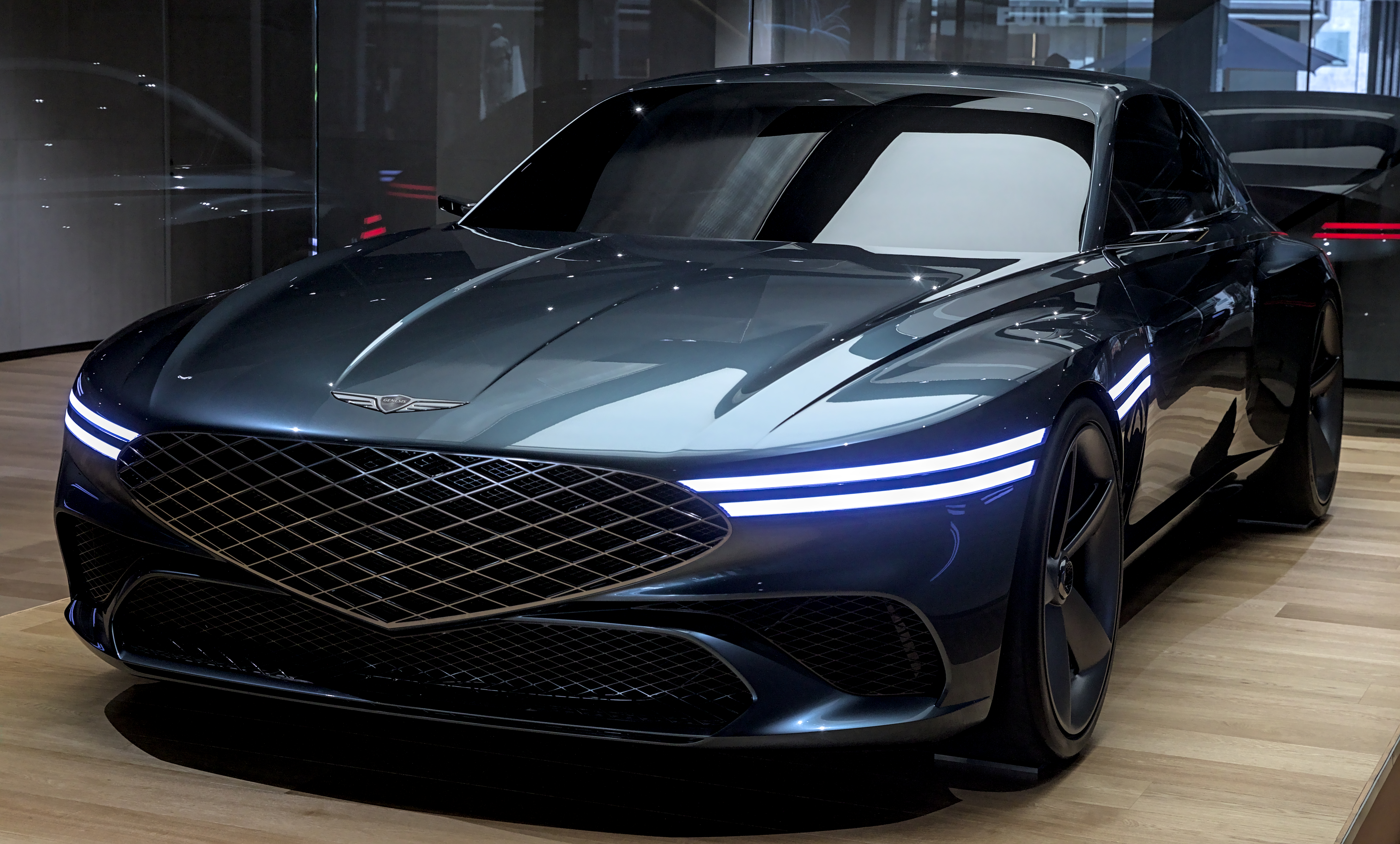
Genesis X Concept auf der IAA 2021

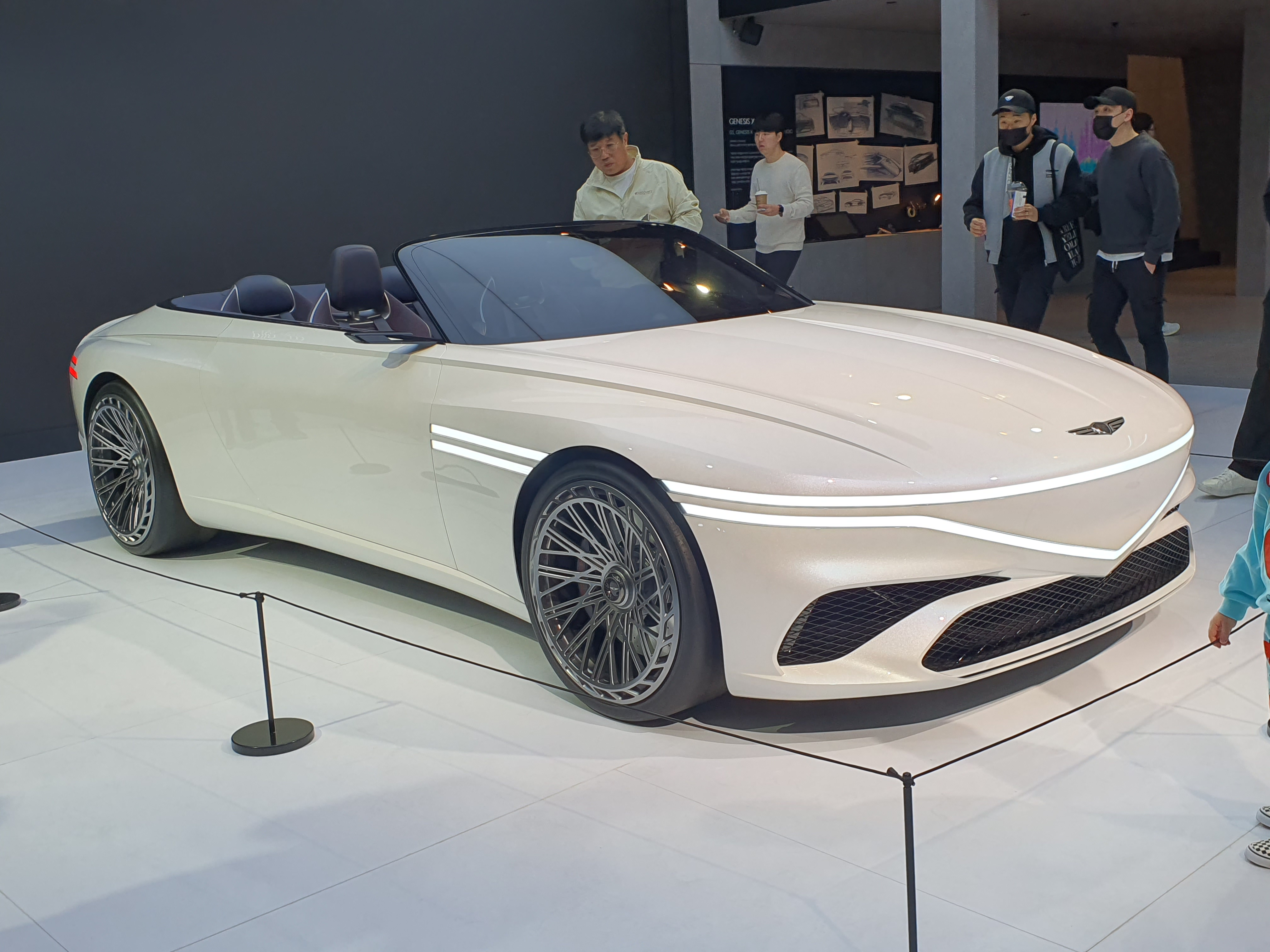
Genesis X Convertible Concept auf der Seoul Mobility Show 2023

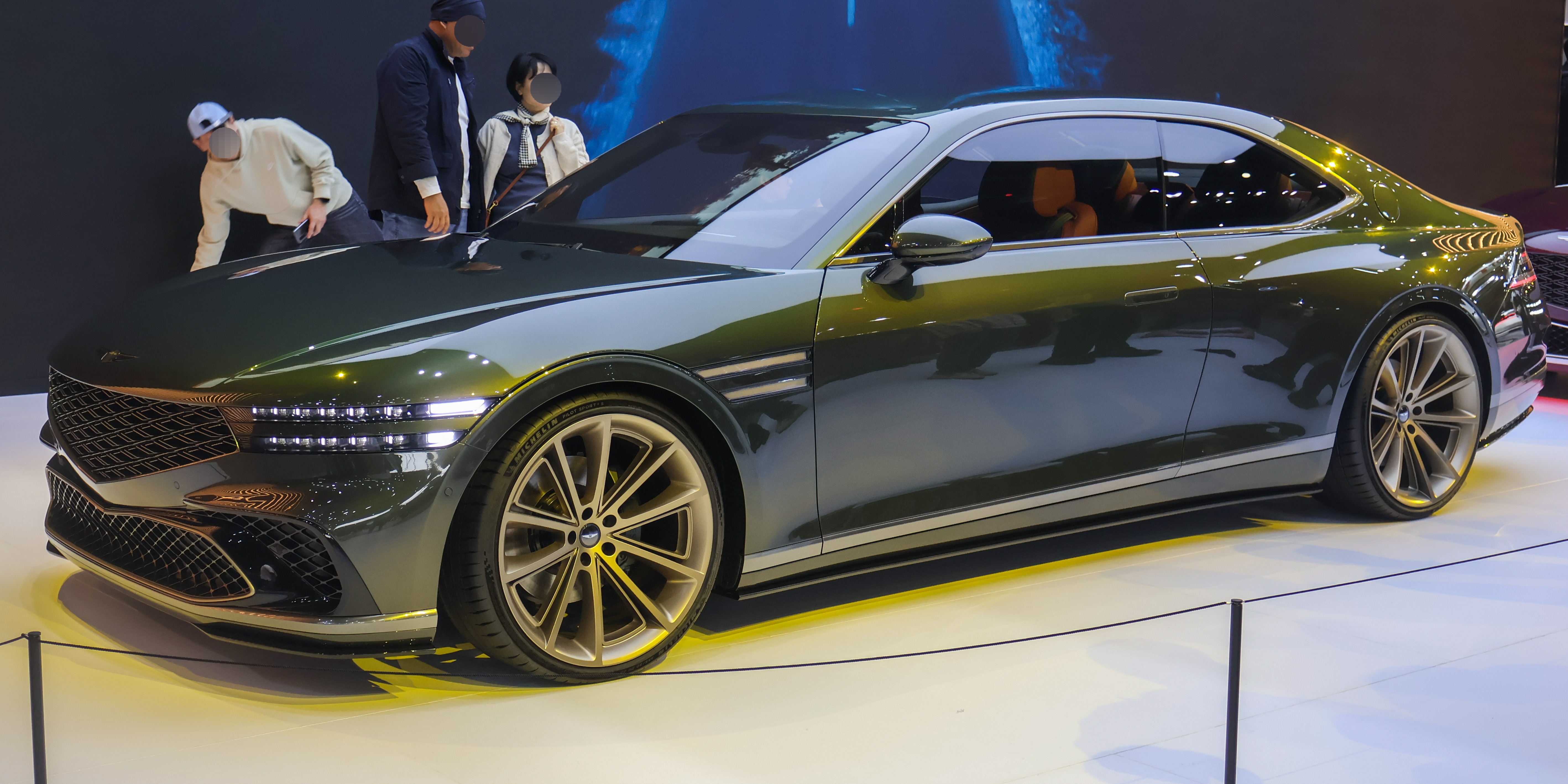
Genesis X Gran Coupé Concept auf der Seoul Mobility Show 2025

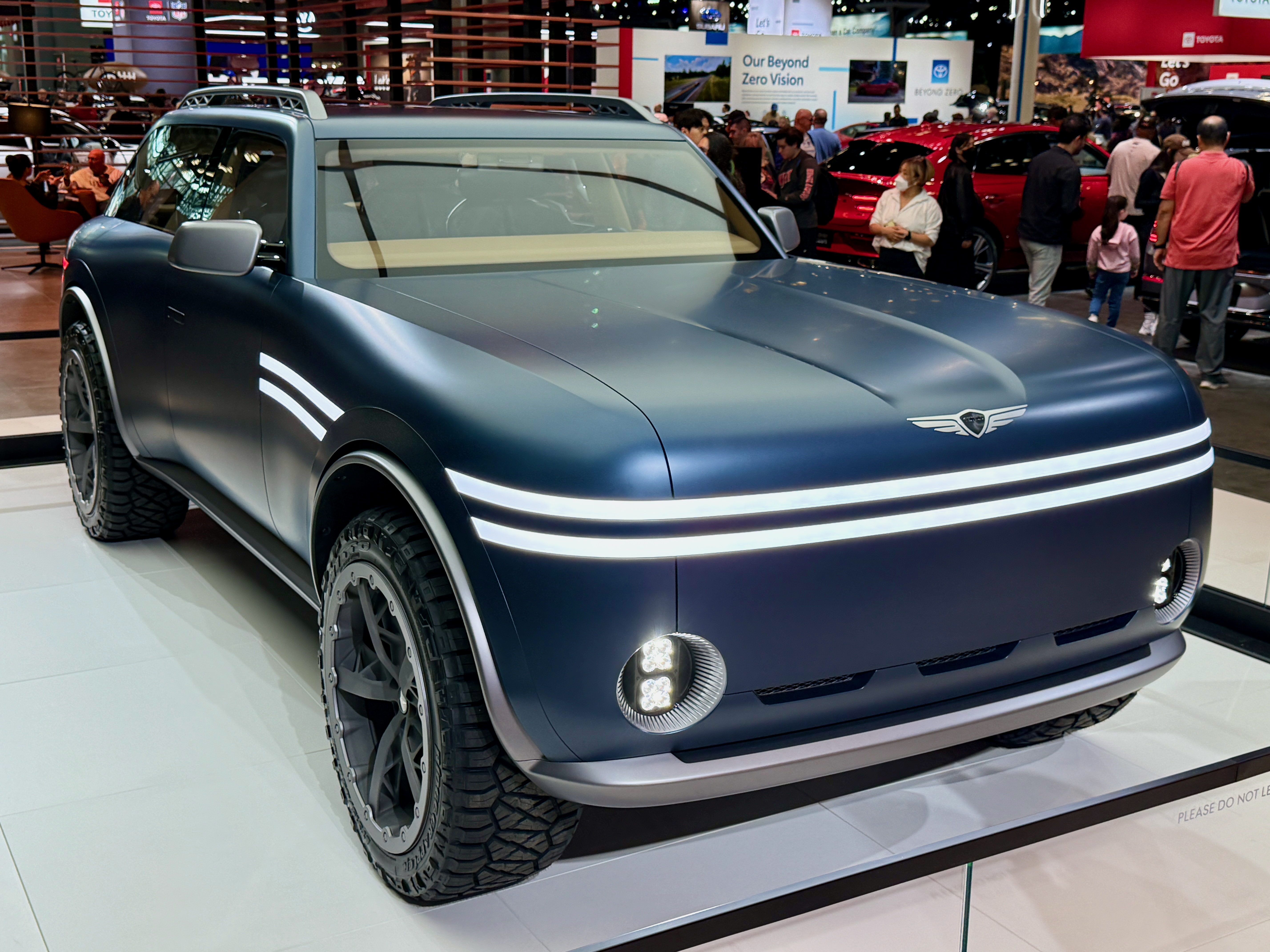
Genesis X Gran Equator auf der NYIAS 2025

Genesis Motor ist eine Automobilmarke der koreanischen Hyundai Motor Group. Sie wurde zusammen mit der Obere-Mittelklasse-Limousine Hyundai Genesis geplant und offiziell als eigene Marke am 4. November 2015 eingeführt. Bereits beim Pebble Beach Concours d’Elegance im August 2015 präsentierte Hyundai mit dem Vision G Concept Coupé einen Ausblick auf das Design zukünftiger Luxusmodelle der Marke.

## Design
Manfred Fitzgerald, ehemaliger Direktor für Marke und Design bei Lamborghini, übernahm die Führung der Marke Genesis als Senior Vice President. Luc Donckerwolke, ehemaliger Designdirektor von Bentley, Lamborghini und Audi, ist seit Anfang 2016 Designdirektor von Genesis und arbeitet mit dem Chefdesigner von Hyundai und Kia, Peter Schreyer, zusammen. Albert Biermann, ehemaliger Leiter von BMWs M performance Division, übernimmt Tuning und Performance der Genesis Fahrzeuge. Ende Oktober 2019 übernahm der ehemalige Amerika-Leiter William Lee die Führung, nachdem Fitzgerald Genesis verlassen hatte.

## Geschichte
Hyundai führte im März 2007 das „Concept Genesis“ als eine „progressive Interpretation der modernen Sportlimousine mit Hinterradantrieb“ ein. Die Idee für Genesis entstand 2003. Die Gestaltung der Karosserie nahm drei Jahre in Anspruch, die Kosten des gesamten Programms beliefen sich auf 500 Millionen US-Dollar über einem Entwicklungszeitraum von 23 Monaten. Es wurden 800 000 Meilen Testfahrten durchgeführt. Hyundai stellte den Hyundai Genesis 2008 im Rahmen der North American International Auto Show vor. Ab Herbst 2010 wurde dann das Genesis Coupé auch auf dem deutschen Markt angeboten. Aufgrund der COVID-19-Pandemie wurde die für Ende 2020 geplante Rückkehr auf den europäischen Markt verzögert. Anfang Mai 2021 wurde dann bekanntgegeben, dass ab Sommer 2021 in Deutschland, in der Schweiz und in Großbritannien Fahrzeuge verkauft werden. Zunächst waren der G80 und der GV80 erhältlich. Seit Herbst September 2021 sind auch die kleineren Modelle G70 und GV70 verfügbar. Später folgten dann unter anderem das erste Elektrofahrzeug GV60 sowie die bereits verfügbaren Modelle GV70 und G80 als elektrisch angetriebene Varianten.
Im November 2022 stellte Genesis das elektrisch angetriebene Cabriolet X Convertible Concept vor. Wie das 2021 vorgestellte Coupé X Concept zeigt es LED-Streifen, die sich bis hinter die Vorderachse bis zu den Türen ziehen und sich auch am Heckbereich zeigen. Im März 2024 wurde einerseits die sportliche Submarke Magma und andererseits der Neolun Concept, ein elektrisch angetriebenes SUV, vorgestellt. Auf der Seoul Mobility Show im April 2025 zeigte der Hersteller mit dem X Gran Coupé und X Gran Convertible zwei Konzeptfahrzeuge auf Basis des G90. Die Studie X Gran Equator wurde im April 2025 auf der New York International Auto Show gezeigt.
Für die Teilnahme ab 2026 an der FIA-Langstrecken-Weltmeisterschaft und ab 2027 an der IMSA WeatherTech SportsCar Championship wurde im Dezember 2024 das Rennteam 
Genesis Magma Racing vorgestellt. Außerdem wurde der Rennwagen GMR-001 gezeigt.

## Fahrzeuge
| Bauzeit               | Baureihe           | Anmerkung | Bild |
| --------------------- | ------------------ | --- | ---- |
| Mittelklasse          |                    | |      |
| seit 2017             | Genesis G70 (IK)   | 2017 kam mit dem G70 eine Mittelklasse-Limousine in den Handel. Seit 2021 wird die Baureihe auch in Europa vermarktet. Speziell für diesen Markt wurde auch der Shooting Brake entwickelt. |      |
| Obere Mittelklasse    |                    | |      |
| 2016–2020             | Genesis G80 (DH)   | Als Nachfolgemodell des Hyundai Genesis präsentierte Genesis 2016 den G80 (DH). |      |
| seit 2020             | Genesis G80 (RG3)  | Die zweite Generation der Baureihe, die seit 2020 verkauft wird, wird auch in Europa angeboten. Sie wird außerdem in einer batterieelektrisch angetriebenen Version angeboten.             |      |
| Oberklasse            |                    | |      |
| 2016–2022             | Genesis G90 (HI)   | Das Topmodell von Genesis ist der bis zu 5,50 Meter lange G90. Die Baureihe wurde nicht in Europa angeboten.                                                                               |      |
| seit 2022             | Genesis G90 (RS4)  | Eine neue Generation der Oberklasse-Limousine kam 2022 in den Handel. Sie wird erstmals auch in Europa vermarktet.                                                                         |      |
| Sport Utility Vehicle |                    | |      |
| seit 2021             | Genesis GV60 (JW)  | Das batterieelektrisch angetriebene SUV GV60 auf Basis der Electric Global Modular Platform kam 2021 auf den Markt. Im Frühjahr 2022 erfolgte die Markteinführung auch in Europa.          |      |
| seit 2021             | Genesis GV70 (JK1) | Auf Basis des G70 wird seit Anfang 2021 das SUV GV70 gebaut. Es wird auch in Europa angeboten. Dazu gehört eine batterieelektrisch angetriebene Version.                                   |      |
| seit 2020             | Genesis GV80 (JK1) | Der GV80 wird seit Anfang 2020 produziert und ist das erste SUV der Marke. |      |
| seit 2023             | Genesis GV80 Coupé | Seit Oktober 2023 ist der GV80 auch mit flacher auslaufendem Dach erhältlich. Vermarktet wird diese Karosserieversion als Coupé.                                                           |      |

## Verbreitung in Deutschland
Ende November 2023 waren in Deutschland etwa 1000 Genesis-Fahrzeuge zugelassen.